# Seznam kanadskih športnikov
Seznam kanadskih športnikov.

## B
- Donovan Bailey, (1967-)
- Jason Bay, (1978-)
- Chris Benoit, (1967-)
- Marilyn Bell
- Big Ben, (1976-1999)
- Tommy Burns, (1881-1955)
- Myriam Bédard, (1969-)

## C
- Adam Copeland

## D
- Victor Davis (1964-1989)
- George Dixon (1870-1909)
- Catriona LeMay Doan, (1970-)
- Yvon Durelle, (1929-)

## E
- Stewart Elliott, (1965-)

## F
- Randy Ferbey (1959-)

## G
- Eric Gagne, (1976-)
- Marc Gagnon, (1975-)
- Nancy Greene, (1943-)

## H
- Ned Hanlan
- Mike Harris, ( 1967-)
- Sandy Hawley, (1949-)
- Ann Heggtveit, (1939-)
- Matthew Hilton
- Gordie Howe, (1928-)
- Clara Hughes, (1972-)
- Bobby Hull, (1939-)

## I
- Chris Irvine

## J
- Russ Jackson
- Ferguson Jenkins, (1943-)
- Jennifer Jones
- Ben Johnson, (1961-)
- Colleen Jones, (1959-)

## K
- Gail Kim
- Joe Krol

## L
- Joseph Lannin
- Lucien Laurin, (1912-2000)
- Kelley Law, (1966-)
- Mario Lemieux, (1965-)

## M
- Kevin Martin (kurler), (1966-)
- Ian Millar
- Howie Meeker, (1924-)
- Greg Moore, (1975-1999)

## N
- Bronko Nagurski, (1908-1990)
- James Naismith, (1861-1939)
- Steve Nash, (1974-)
- Northern Dancer

## O
- Willie O'Ree, (1935-)
- Bobby Orr, (1948-)
- Guy Owen, (1911-1952)

## P
- Paris Crew
- Scott Patterson
- Jacques Plante, (1929-1986)
- Sandra Post, (1948-)
- Terry Puhl

## R
- Jason Reso
- Maurice Richard, (1921-2000)

## S
- Sandra Schmirler, (1963-2000)
- Barbara Ann Scott
- Matt Stairs, (1968-)
- Patricia Stratigias
- Shane Sutcliffe, (1975-)

## T
- Paul Tracy, (1968-)
- Ron Turcotte, (1941-)

## V
- Mike Vanderjagt, (1970-)
- Gilles Villeneuve, (1950-1982)
- Jacques Villeneuve, (1971)-

## W
- Larry Walker, (1966-)
- Mike Weir, (1970-)
- Lucille Wheeler, (1935-)
- Percy Williams, (1908-1982)

## Seznami
- seznam kanadskih  hokejistov